# سهره نوک‌قیچی طوطی‌وار
سهره نوک‌قیچی طوطی‌وار (نام علمی: Loxia pytyopsittacus) نام یک گونه از سرده نوک‌ضربدری است.